# 1260
1260(천이백육십)은 1259보다 크고 1261보다 작은 자연수다.

## 수학
- 합성수로, 그 약수는 총 36개다. (1, 2, 3, 4, 5, 6, 7, 9, 10, 12, 14, 15, 18, 20, 21, 28, 30, 35, 36, 42, 45, 60, 63, 70, 84, 90, 105, 126, 140, 180, 210, 252, 315, 420, 630, 1260)
  - 약수가 36개인 가장 작은 자연수다.
  - 1260의 진약수의 합은 3108이므로, 1260은 과잉수다.
- 16번째 고도 합성수다. 앞의 고도 합성수는 840, 다음은 1680이다.
- {\displaystyle 1260=35\times 36=28\times 45}
  - 연속하는 두 자연수(35, 36)의 곱으로 나타낼 수 있으며, 이 성질을 지닌 앞의 수는 1190, 다음 수는 1332이다.
  - 연속하는 두 육각수(28, 45)의 곱으로 나타낼 수 있으며, 이 성질을 지닌 앞의 수는 420, 다음 수는 2970이다.
- {\displaystyle 1260=4^{3}+5^{3}+6^{3}+7^{3}+8^{3}}
  - 연속하는 자연수 5개의 세제곱합으로 나타낼 수 있으며, 이 성질을 지닌 앞의 수는 775, 다음 수는 1925다.
- {\displaystyle 1260=6^{4}-6^{2}}
- 구각형의 모든 내각의 합은 1260°다.

## 과학·기술
- NGC 1260: 페르세우스자리 방향에 있는 은하.
- 1260(영어판): 1989년에 제작된 컴퓨터 바이러스.

## 문화유산
- 대한민국의 보물 제1260호: 공주 마곡사 석가모니불괘불탱

## 스포츠
- 1260(영어판): 스케이트보드 트릭의 한 종류.

## 기타
- 연도: 1260년, 기원전 1260년
- 1260년대

## 같이 보기
- 1000